# Rollstuhlcurling

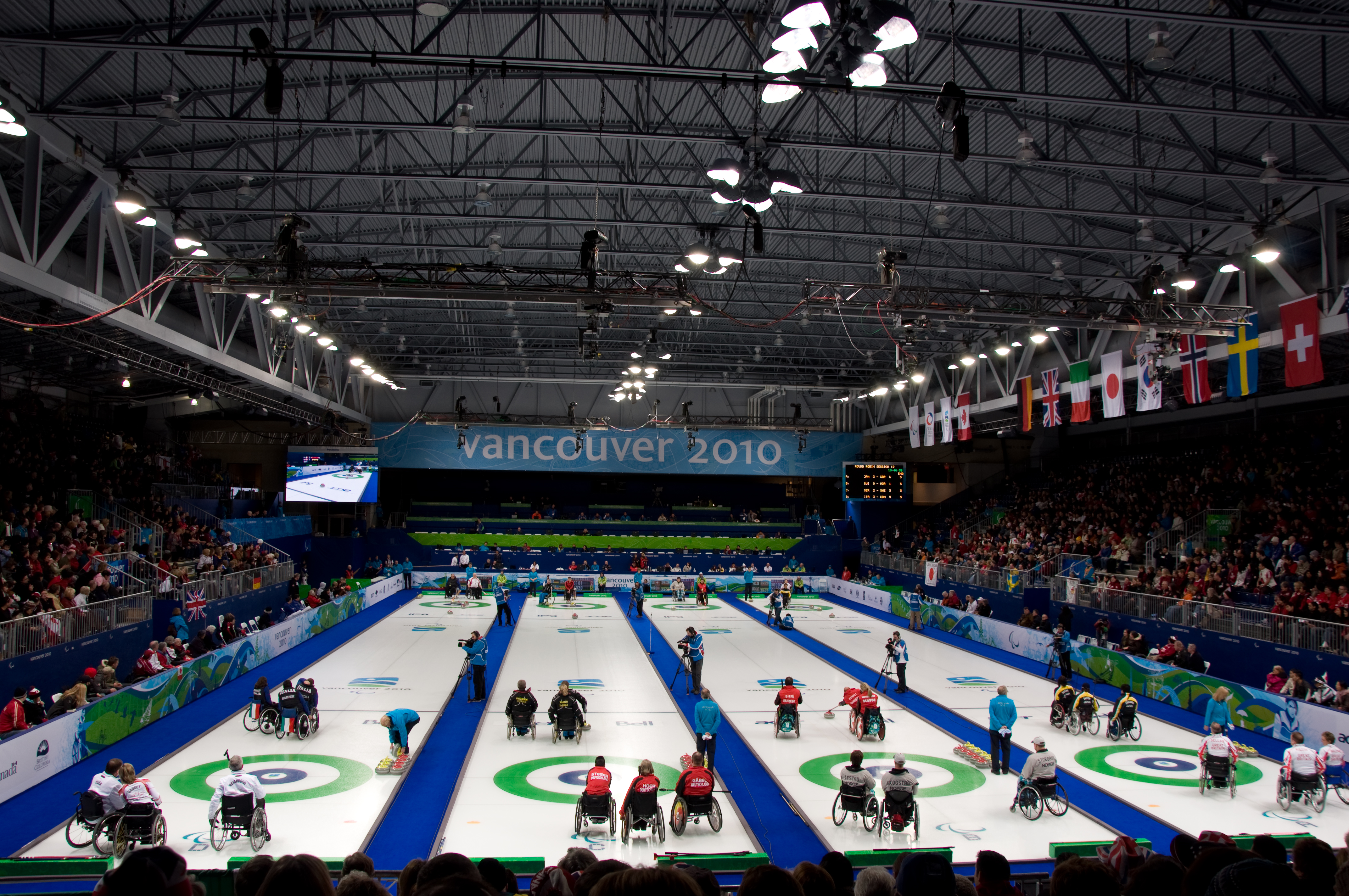
Paralympics 2010 in Vancouver

Rollstuhlcurling ist eine Adaption des Curlings für Menschen mit körperlicher Behinderung. Seit den Paralympischen Spielen von Turin 2006 ist die Sportart eine offizielle Disziplin der Paralympics.

## Geschichte
Seit 1998 bietet der Schweizer Curling Verband zusammen mit der Rollstuhl Sport Organisation ein Curling Trainingsprogramm in den verschiedenen Curling Eishallen an. Nach Schweizer Meisterschaften und Internationalen Wettkämpfen, fand in Sursee in der Nähe von Luzern die erste inoffizielle Weltmeisterschaft statt. Diese schnellen Fortschritte, nicht nur in der Schweiz, sondern auch in Dänemark, Schweden, Schottland, Frankreich und in Tschechien, haben gezeigt, dass Curling auch für Para- und Tetraplegiker eine attraktive Sportart ist. Nachdem das Internationale Paralympische Komitee 2004 das Rollstuhlcurling offiziell in die paralympischen Sportarten mit aufgenommen hat und sein Debüt 2006 mit einem Sieg der Kanadier in Turin feierte, wurde in einigen Curling Clubs, auch in Deutschland, eifrig für die nächsten Winter-Paralympics 2010 in Vancouver trainiert. Mittlerweile gibt es ca. 25 Nationen, in denen Rollstuhlcurling betrieben wird. Hier sind China, Finnland und die Slowakei neu mit vertreten. International werden Welt- und Kontinentalmeisterschaften gespielt.

### Regeln
Gespielt wird nach den Regeln der World Curling Federation, die für das Rollstuhlcurling die Regeln angepasst hat. Rollstuhlcurling ist in Deutschland noch eine junge Sportart und wird seit 2003 offiziell gespielt. Der wesentliche Unterschied zum Fussgängercurling ist, dass nicht gewischt wird. Auf einer ca. 43 m langen, besonders präparierten Eisfläche werden von zwei gegeneinander spielenden Mannschaften abwechselnd spezielle Steine über die Eisfläche geschoben. Eine Mannschaft besteht aus vier Spielern, davon eine Dame. Die Mannschaft, die nach der Abgabe von jeweils acht Steinen mindestens einen eigenen Stein am nächsten an einem speziell markierten Kreis liegen hat, bekommt hierfür Punkte gutgeschrieben. Die Mannschaft, die nach 8 Durchgängen die meisten Punkte erzielt hat, hat das Spiel gewonnen. Man kann es vergleichen mit Schach auf dem Eis. Jeder einzelne Spieler ist bei seinen Steinabgaben hochkonzentriert, um den bestmöglichen Spielzug zu machen. Entscheidend dabei ist der Skip (Mannschaftsführer), der in den meisten Fällen das taktische Vorgehen bestimmt. Hierbei gibt es eine unendliche Vielzahl von Spielzügen, auf die dementsprechend taktisch reagiert werden kann.

## Spielweise

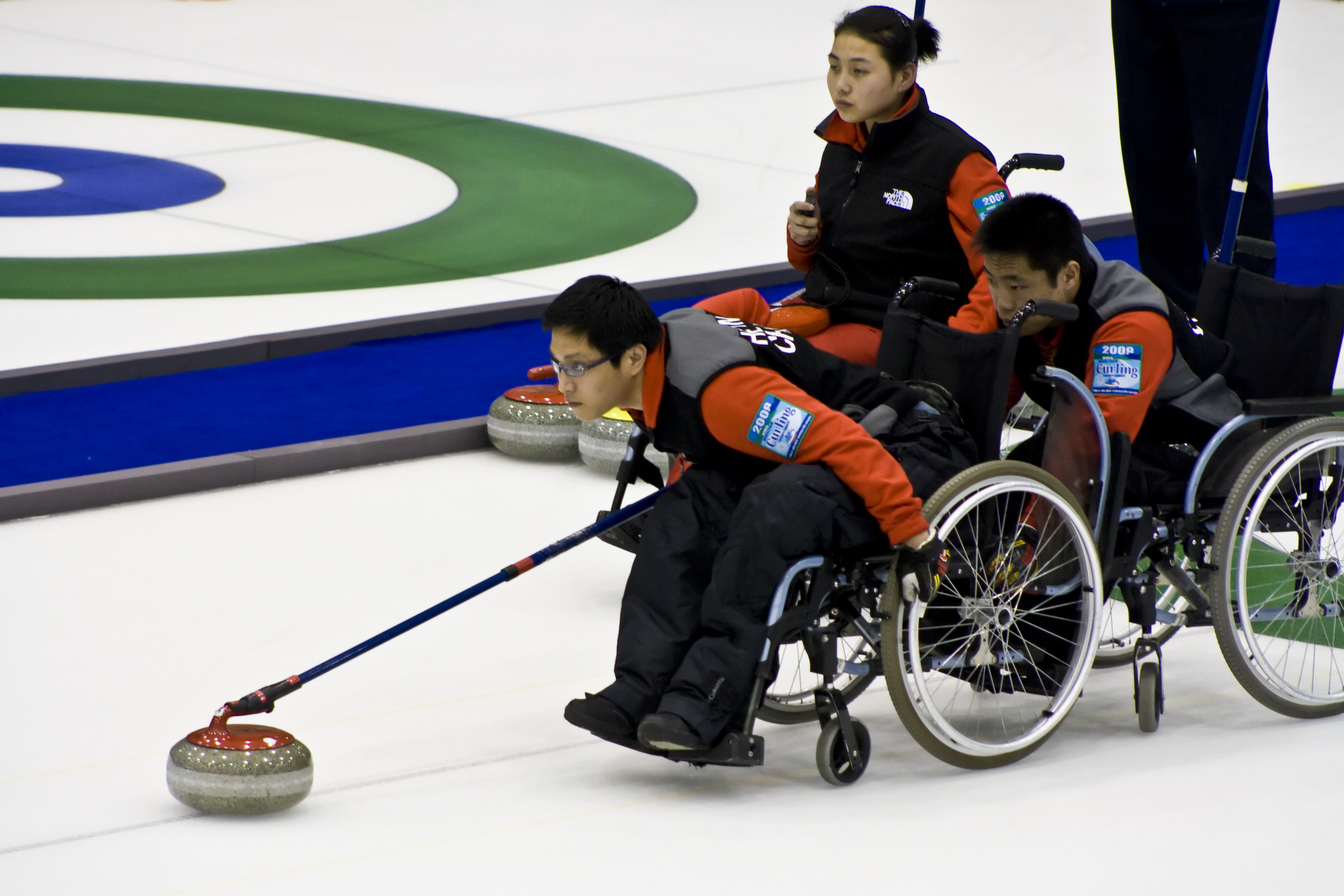
Steinabgabe mit dem Stick

### Der Stick
Der Stick, ein teleskopartiger Stiel ist der verlängerte Arm des Spielers und kann je nach Bedarf in der Länge verändert werden. Mit ihm wird der Stein in Richtung gebracht und abgespielt. Dabei wird dem Stein das nötige „Handle“ gegeben. Er ist am Ende mit einer Aufnahme ausgestattet, die es ermöglicht den Griff des Steines zu fassen.

### Die Steinabgabe
Die große Schwierigkeit, gleichsam aber auch die große Herausforderung für den einzelnen Spieler liegt darin, den Stein in dem gut 40 m entfernt liegendem Ziel. cm- bzw. mm-genau zu platzieren. Hierfür ist eine ausgefeilte Technik nötig, die beim Rollstuhlcurling genauso oft und ausdauernd trainiert werden muss wie beim Fußgängercurling. Der gesamte Bewegungsablauf wird deshalb bereits während der Konzentrationsphase gedanklich vorweggenommen (antizipiert) und ist auf das anvisierte Ziel am anderen Ende der Bahn ausgerichtet. Eine weitere Besonderheit beim Rollstuhlcurling ist, dass der Stein präzise gespielt werden muss, was Länge, Richtung und Curl angeht, da eine Einwirkung mit dem Besen nicht erlaubt ist und somit der Stein nach der Abgabe nicht mehr beeinflussbar ist.

### Der Stein
Der Stein wiegt maximal 19,96 kg (einschließlich Griff und Bolzen), darf einen Umfang von 91,44 cm nicht überschreiten und besteht aus Granit. Die Lauffläche ist in einer Ringform geschliffen; zu vergleichen mit einer Untertasse. Der Stein wird beim Rollstuhlcurling entweder mit der Hand oder mit einem „Stick“ abgegeben.
Der Spieler muss mit genau dem Spielzug entsprechender Kraft den Stein mit Hilfe des Sticks und dem nötigen Handle versuchen, den Stein ins gegenüberliegende Haus zu spielen. Der Krafteinsatz variiert je nach Aufgabenstellung. Soll z. B. ein gegnerischer Stein aus dem Haus gespielt werden (Take Out), muss der Spielstein schnell gespielt werden. Der Krafteinsatz ist daher anders als bei einem Draw (Legestein) sehr dynamisch.

## Wichtige Turniere
- Rollstuhlcurling bei den Winter-Paralympics
- Rollstuhlcurling-Weltmeisterschaft